# Canadian National Railway
Canadian National Railway Company (фр. Compagnie des chemins de fer nationaux du Canada; учётная марка CN; рус. Канадская национальная железнодорожная компания) — канадская компания, управляющая крупнейшей в Северной Америке железнодорожной сетью, расположенной на территории Канады и США с общей протяжённостью полотна свыше 30 000 км. Создана в 1919 году в результате объединения нескольких существующих железных дорог в единую национальную корпорацию, приватизирована (преимущественно инвесторами из США) в 1995 году и в дальнейшем расширена за счёт присоединения железнодорожных сетей на территории США.

## История

### Предшественники
С 1850-х годов значительную часть территории Канады обслуживала железнодорожная компания Grand Trunk Railway. Важные, но менее прибыльные маршруты между Квебеком и Галифаксом и между густо заселённой восточной частью страны и тихоокеанским побережьем обслуживали другие компании — находившаяся в собственности государства Intercolonial и получавшая большие субсидии Канадская тихоокеанская железная дорога. В конце XIX и начале XX века, по мере заселения западных провинций Канады, развивались дополнительные трансконтинентальные железнодорожные линии, известные как Канадская северная железная дорога (англ. Canadian Northern Railway), Национальная трансконтинентальная железная дорога (англ. National Transcontinental Railway) и Grand Trunk Pacific. Бюджет всех этих организаций в большой степени строился на займах, преимущественно у британских банков, но после Первой мировой войны такое кредитование стало невозможным. В 1917 году коронная комиссия, назначенная правительством Канады, рекомендовала национализировать все железные дороги, за исключением Канадской тихоокеанской.

### Национализация и развитие до Второй мировой войны
Следуя рекомендациям комиссии, канадская администрация начала процесс национализации железных дорог, принимая на государственный бюджетный баланс их накопившиеся долги на общую сумму порядка 1,3 млрд долларов. В 1919 году Intercolonial, Grand Truck Pacific, Канадская северная и Национальная трансконтинентальная дороги стали частью национальной железнодорожной сети, получившей название Canadian National Railways (CN); в 1923 году к этой сети были присоединены линии Grand Trunk Railway. Новая государственная собственность колебалась на грани убыточности, и для оздоровления системы директором Канадских национальных железных дорог был назначен опытный железнодорожный менеджер, рыцарь-командор ордена Британской империи Генри Уэрт Торнтон.
Торнтон сумел завоевать расположение многочисленных работников Национальных железных дорог (число которых в это время доходило до 99 тысяч) и постепенно добился того, чтобы эта сеть начала приносить государству прибыль. При нём активно развивались новые второстепенные линии, а в подвижном составе появились школьные вагоны и вагоны скорой помощи, обслуживающие районы вдали от основных городов. Собственность Национальных железных дорог послужила в эти годы основой для создания национальной сети радиостанций, которая в дальнейшем превратилась в Канадскую телерадиовещательную корпорацию. Несмотря на эти успехи, после смены власти в начале 1930-х годов и формирования консервативного правительства Торнтон, назначенный на свою должность либералами, стал подвергаться жёсткой критике и вынужден был оставить свой пост в 1932 году.

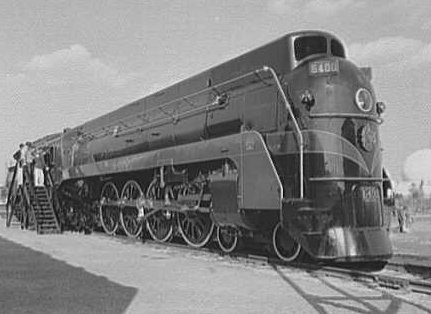
Паровоз типа Canadian Northern на Всемирной выставке 1939 года

После создания единой национальной железнодорожной сети началось ожесточённое соперничество между ней и Канадской тихоокеанской железной дорогой, продолжавшееся десятилетиями. Борьба шла как за грузы, так и за пассажиров, вдоль линий обеих компаний строились фешенебельные отели и целые города (количество населённых пунктов, возникших вдоль линий Тихоокеанской железной дороги, по некоторым оценкам достигает 800, вдоль более северных линий Национальных железных дорог — более 130). В годы Великой депрессии доходы от железных дорог вновь упали, что привело к снижению зарплат работников и массовым увольнениям. Кроме того, на рынке перевозок железные дороги начали испытывать конкуренцию со стороны автотранспортных компаний и первых авиалиний. В 1937 году Национальные железные дороги выступили в качестве одного из основателей национальной авиакомпании — Trans-Canada Airlines (в 1960-е годы переименованной в Air Canada). На следующий год накопившийся миллиардный долг CN был списан государством, что позволило компании закупить большое количество новых локомотивов типа Northern канадской постройки.

### После Второй мировой войны

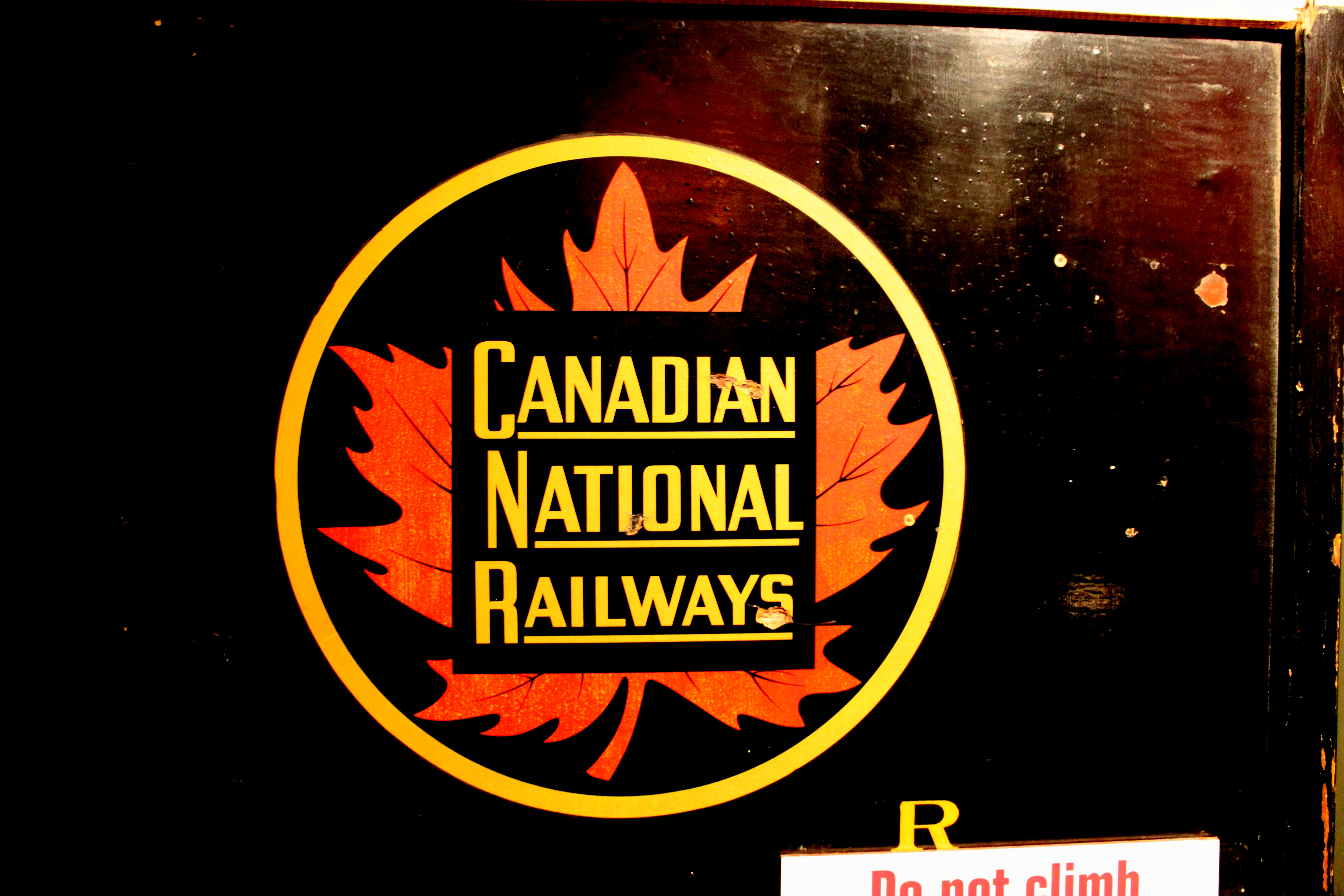
Эмблема Канадских национальных железных дорог в 1950-е годы

В 1950-е и 1960-е годы Национальные железные дороги, возглавляемые Дональдом Гордоном, прошли процесс модернизации, паровые локомотивы были заменены на тепловозы, а на линиях началась установка электронных сигнальных систем. При Гордоне 80 дочерних компаний CN были реорганизованы и укрупнены, так что их число уменьшилось до 30; в процессе укрупнения были созданы централизованные предприятия CN Exploration (горнодобывающее) и CNX/CN Trucking (грузовые автоперевозки). К концу 1970-х годов были объединены системы телекоммуникаций CN и Канадской тихоокеанской железной дороги, а в Торонто построена гигантская телекоммуникационная башня, известная как «Си-Эн Тауэр».
Однако в этот же период начался пересмотр стратегии Национальных железных дорог, результатом которого стала дедиверсификация капитала — CN стала последовательно избавляться от вложений, не связанных непосредственно с грузовыми железнодорожными перевозками, включая недвижимость и телекоммуникации. Air Canada стала самостоятельной коронной корпорацией, такой же статус получила пассажирская железнодорожная компания VIA Rail. К 1989 году сферой деятельности CN остались только грузовые железнодорожные перевозки, причём часть её сети, не приносившая прибыли, была ликвидирована, как и железнодорожные линии на Ньюфаундленде и Острове Принца Эдуарда.

### Приватизация
Обсуждение перспектив приватизации CN началось в середине 1980-х годов. Гигантская корпорация требовала постоянных крупных инвестиций, а назначения на руководящие посты часто критиковались как обусловленные не деловыми, а партийными интересами. Процесс приватизации ускорила рецессия 1980-х годов, в ходе которой были проданы в частные руки десятки коронных корпораций, включая Air Canada и Petro-Canada.
Приватизация CN состоялась в ноябре 1995 года. Большинство акций было приобретено инвесторами из США, но по условиям приватизации штаб-квартира организации осталась в Монреале, что обеспечивало сохранение компанией статуса канадской корпорации. После приватизации новыми владельцами компании были предприняты шаги по увеличению её прибыльности, включавшие отказ от многочисленных веток и сокращение штатов. Одновременно началось присоединение к её сети железных дорог на территории США. Уже в 1998 году была приобретена Центральная железная дорога Иллинойса, что позволило связать Канаду с юго-восточными штатами; позже в сеть CN были добавлены компании, занимавшиеся железнодорожными перевозками в Висконсине, Миннесоте, Пенсильвании, Огайо и Индиане.
В 2012 году было объявлено о планируемом строительстве 800-километровой ветки, которая свяжет существующую сеть CN с горнодобывающими мощностями Северного Лабрадора через порт Сет-Иль в Квебеке.

## Деятельность

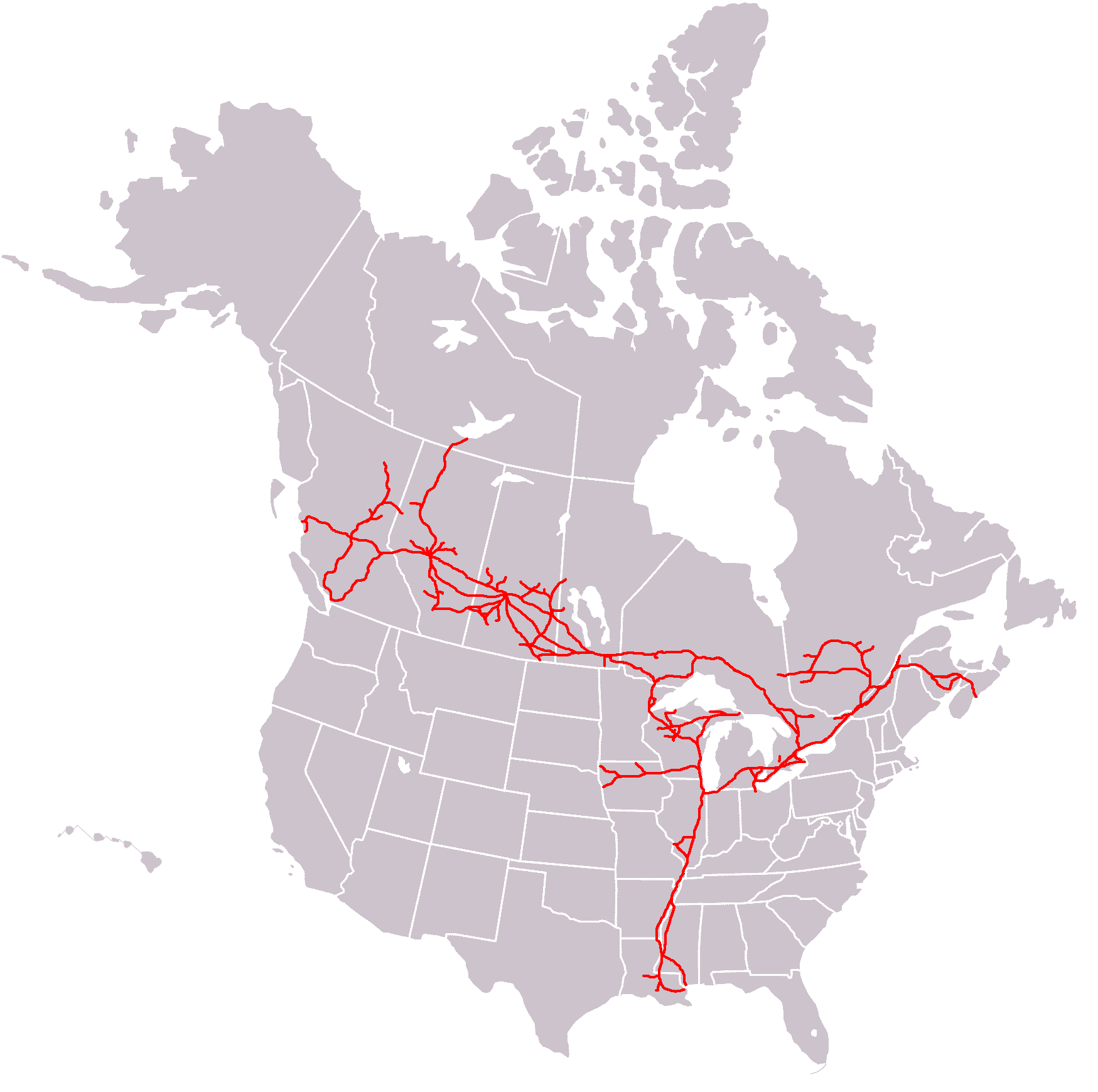
Карта железных дорог CN в 2009 году

Во втором десятилетии XXI века CN является самой крупной железнодорожной сетью в Северной Америке. Общая протяжённость принадлежащего компании железнодорожного полотна составляет 30,7 тыс. км. Эта железнодорожная сеть обеспечивает трансконтинентальное сообщение, соединяя Галифакс в Новой Шотландии и Принс-Руперт в Британской Колумбии. Сеть включает также связь с южным побережьем США в Новом Орлеане.
Выручка за 2022 год составила 17,1 млрд канадских долларов, из них 4,9 млрд пришлось на интермодальные перевозки в ISO-контейнерах с применением автотранспорта. Помимо грузов в контейнерах компания перевозит нефть и химикаты (19 % выручки), зерно и удобрения (16 %), брёвна и пиломатериалы (12 %), металлы и минеральное сырьё (11 %), уголь (5 %), автомобили (5 %). На неосновную деятельность (логистические услуги в портах) приходится около 3 % выручки. На Канаду приходится 68 % выручки, на США — 32 %. В компании работает 24 тыс. сотрудников, 74 % которых являются членами профсоюза. Подвижной состав в собственности компании включает как новейшие локомотивы выпуска второго десятилетия XXI века (серий SD70M-2 и SD70ACe производства компании EMD и серий Evolution выпуска GE Transportation), так и более старые машины, в том числе три тепловоза модели E9A (произведенные EMD в начале 1950-х годов).
Принадлежащие CN железнодорожные пути используются пассажирскими железнодорожными компаниями, включая Amtrak и VIA Rail. Повышенное внимание, уделяемое CN грузовым перевозкам, приводит к жалобам со стороны Amtrak на то, что их пассажирские поезда задерживаются в пути, пропуская товарные составы, хотя по закону должны иметь преимущество; аналогичные причины заставили VIA Rail начать поиск инвестиций для строительства собственной железной дороги между Торонто и Монреалем, не зависящей от расписания грузовых поездов на линиях CN.